# Ploskanovîțea, Muncaci
Ploskanovîțea (în ucraineană Плоскановиця) este un sat în comuna Brestiv din raionul Muncaci, regiunea Transcarpatia, Ucraina.

## Demografie
Componența lingvistică a localității Ploskanovîțea
     Ucraineană (99,61%)
     Alte limbi (0,39%)
Conform recensământului din 2001, majoritatea populației localității Ploskanovîțea era vorbitoare de ucraineană (99,61%), existând în minoritate și vorbitori de alte limbi.